# Estivareilles (Allier)
Estivareilles ist eine etwa 1114 Einwohner (Stand 1. Januar 2022) zählende zentralfranzösische Gemeinde im Département Allier in der Region Auvergne-Rhône-Alpes. Der Ortsname setzt sich zusammen aus den Wörtern estive und vareille, was im Deutschen etwa ‚Sommerweide‘ oder ‚Sommerwiese‘ bedeuten würde.

## Geographie
Estivareilles liegt etwa zehn Kilometer (Fahrtstrecke) nördlich von Montluçon in einer Höhe von etwa 210 m. Die Städte Bourges und Clermont-Ferrand liegen etwa 88 Kilometer nördlich bzw. gut 100 Kilometer südöstlich. Der Oberlauf des Flusses Cher fließt durch das Gemeindegebiet.

## Geschichte
Zur Geschichte des Ortes sind nur wenige Informationen verfügbar. Eine im Jahre 1894 abgerissene romanische Kirche und die ehemals auf dem Friedhof aufgestellte Totenleuchte (Lanterne des Morts) weisen jedoch auf eine lange Besiedlung des Ortes hin. Während der Französischen Revolution war Estivareilles zehn Jahre lang (1790–1800) Hauptort des Kantons.

### Bevölkerungsentwicklung
Im 19. Jahrhundert hatte die Gemeinde, zu der auch mehrere Weiler und Einzelgehöfte gehören, beständig zwischen 500 und 825 Einwohner. Infolge der Reblauskrise und der Mechanisierung der Landwirtschaft ist die Zahl der Einwohner in der ersten Hälfte des 20. Jahrhunderts bis auf den Tiefststand von 560 im Jahr 1931 gesunken. Im Jahr 1974 wurden Teile des Nachbarortes Sauljon eingemeindet.
| Jahr      | 1962 | 1968 | 1975 | 1982 | 1990 | 1999 | 2006 | 2018 |
| Einwohner | 728  | 863  | 939  | 1101 | 1104 | 1033 | 1005 | 1108 |

## Wirtschaft
Seit Jahrhunderten spielen Landwirtschaft und Weinbau die dominierenden Rollen im Wirtschaftsleben der Gemeinde. Estivareilles gehört zum Weinbaugebiet Vignoble de la région de Montluçon. Seit den 1970er Jahren hat die Gemeinde überdies geringfügige Einnahmen aus der Vermietung von Ferienwohnungen (gîtes).

## Sehenswürdigkeiten
- Inmitten des Ortes steht auf einem abgetreppten runden Sockel eine insgesamt etwa viereinhalb Meter hohe Totenleuchte (lampier) – die östlichste und eine der kleinsten in ganz Frankreich. Auf dem klobig aussehenden gemauerten Säulenschaft ruht ein monolithisches kegelförmiges Dach, dessen Bearbeitung Steinschindeln (lauzes) imitiert. Durch eine mannshohe Tür kann das Innere des Säulenschafts betreten werden; über eine Leiter wurde früher ein Talglicht auf ein hölzernes Podest gestellt – das Licht drang dann durch vier schmale Schlitzöffnungen nach außen. Die Totenleuchte wird ins 12. Jahrhundert datiert und wäre somit eine der ältesten in ganz Frankreich; sie ist seit 1928 als Monument historique[2] klassifiziert.
- Die Pfarrkirche Saint-Sébastien stammt aus dem Jahr 1896; der einschiffige Bau hat ein Querhaus und einen Glockenturm über dem Portal. Der neogotische Bau hat eine romanische Kirche ersetzt, welche zwei Jahre zuvor abgerissen worden war.
- Ein Waschhaus (lavoir) liegt etwas außerhalb des Ortes und stammt ebenfalls aus dem 19. Jahrhundert.